# کیانشینان
کیانشینان (به لاتین: Qianxinan Buyei and Miao Autonomous Prefecture) یک سکونتگاه مسکونی در جمهوری خلق چین است که در گوئیژو واقع شده‌است.

## خصوصیات
کیانشینان ۱۶٬۸۰۴ کیلومترمربع مساحت و ۳٬۰۵۹٬۴۰۰ نفر جمعیت دارد.